# قائمة الكهوف في إيران
تمتاز إيران بالتنوع المناخي والطبيعة الأخاذة وسلسة من الجبال التي تحوي كهوف فريدة وغريبة من نوعها. فمنها من اشتُهِرَ بسبب قِدَمِه حيث يعود تاريخه إلى ملايين السنين ككهف قوري قلعة ومنها من يُعتبَر أول كهف جبسي في العالم مثل كهف كتله خور ومنها من يُعَد أطول كهف مائي في العالم مثل كهف علي صدر، وقد تحولت العديد من هذه الكهوف إلى أماكن سياحية جاذبة للسياح.

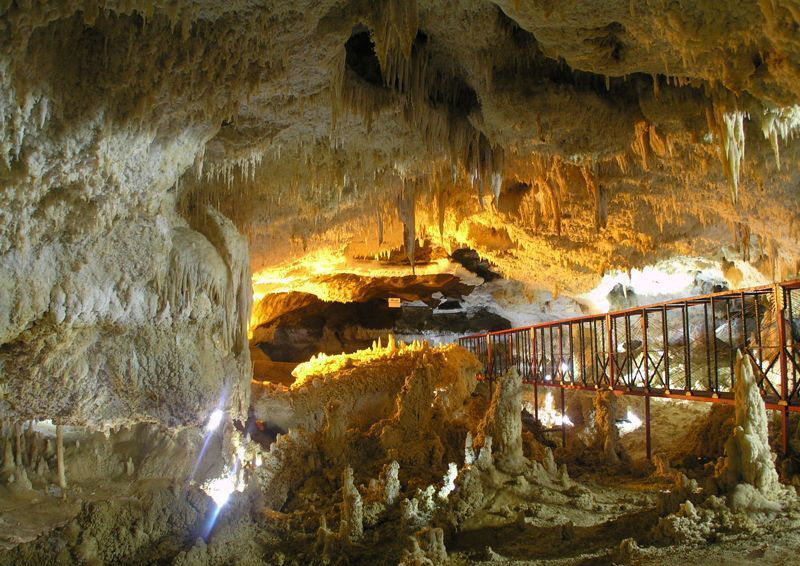
كهف كتله خور أول كهف جبسي بالعالم ويعود تاريخه إلى العهد الجيلوجي الثالث أي أكثر من ثلاثين مليون سنة

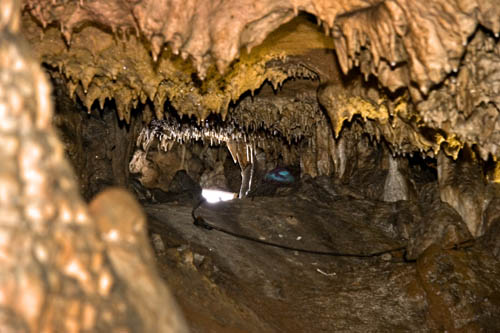
كهف قوري قلعة، يعود تاريخه إلى 65 مليون سنة

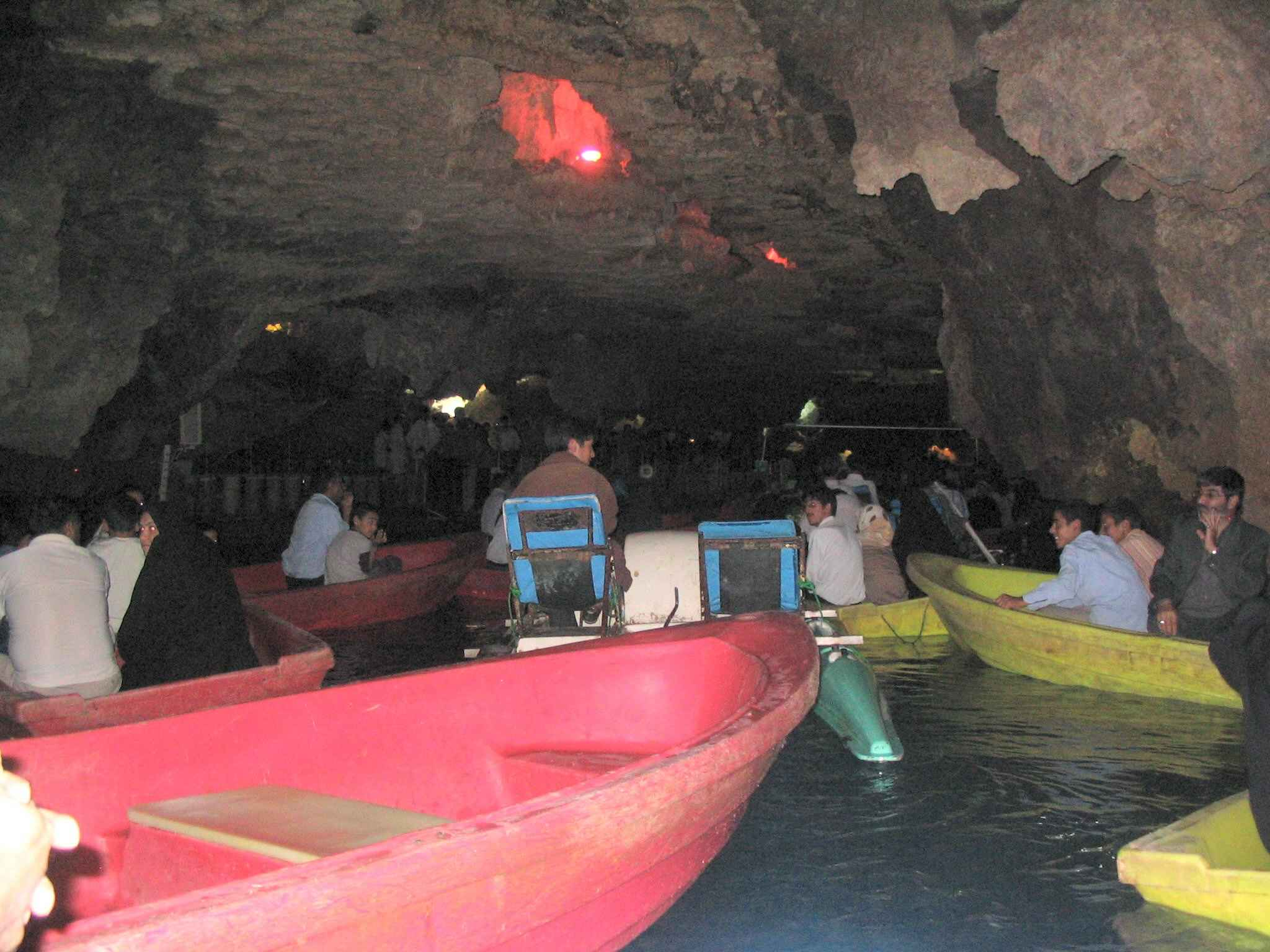
كهف علي صدر أكبر كهف مائي في العالم

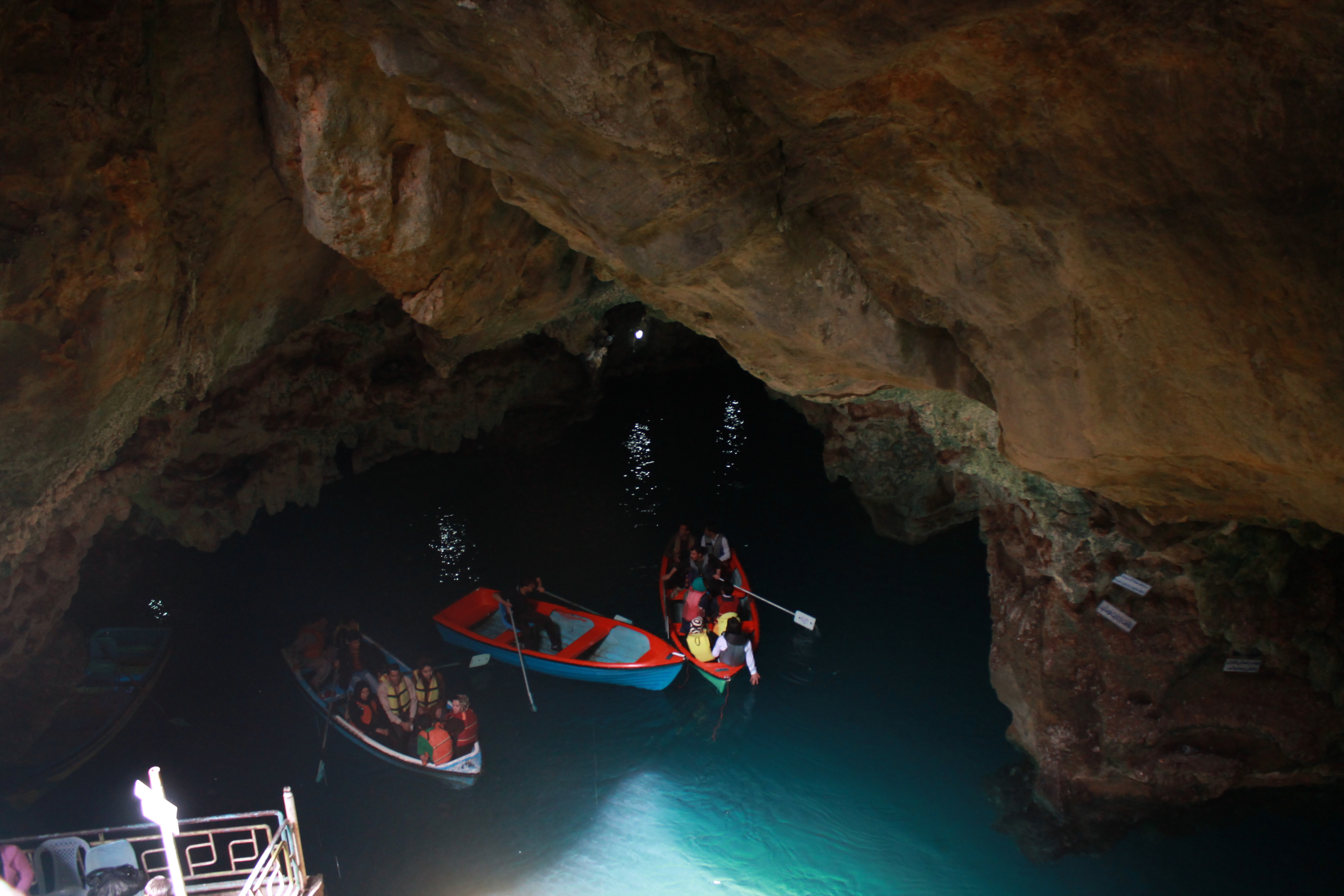
كهف سهولان المائي (التجديف بالقوارب داخل الكهف)، ثاني أكبر كهف في إيران

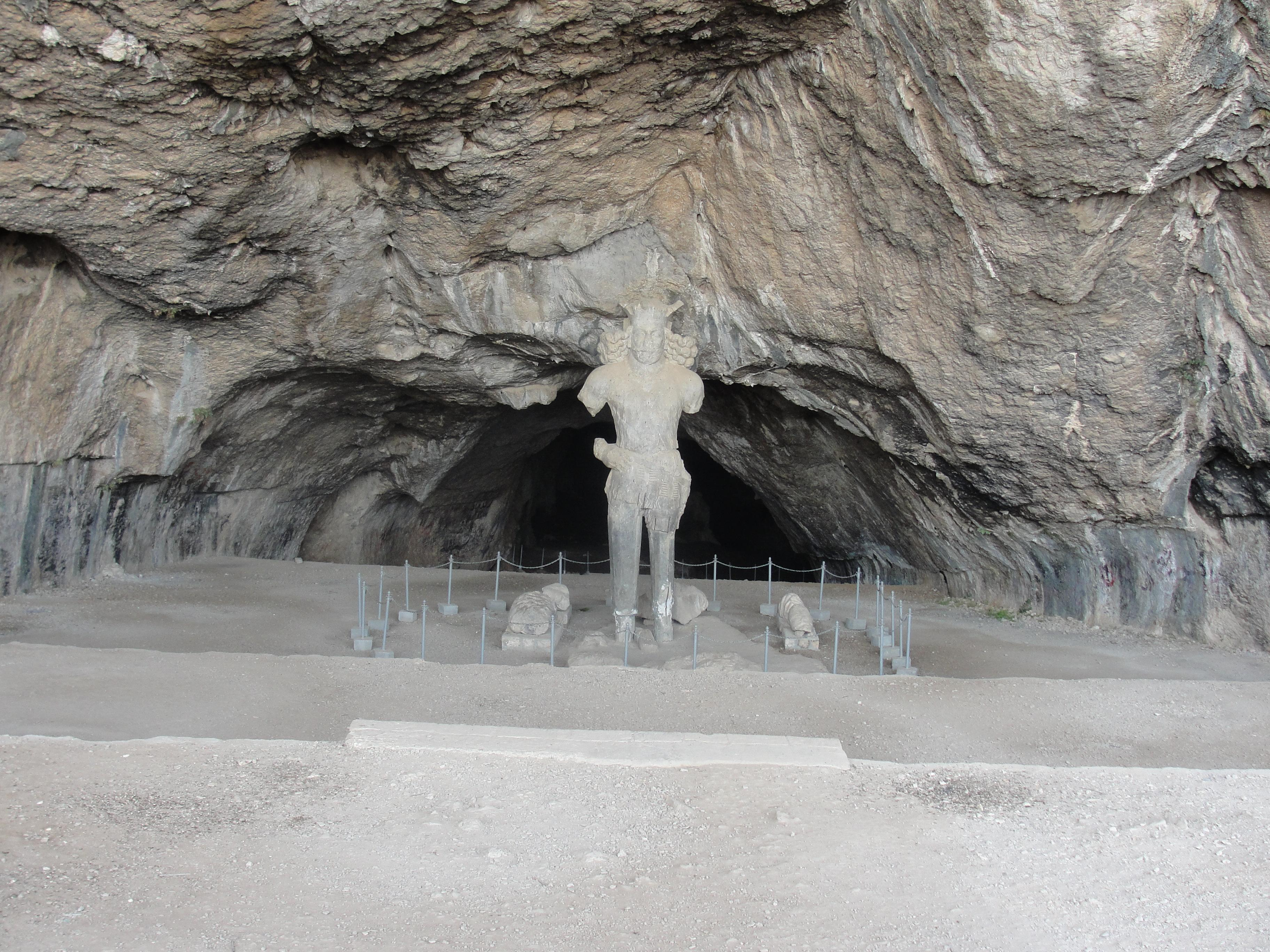
شابور، هو كهف تاريخي يعود إلى العصر الساساني

## أبرز عشر كهوف في إيران
- كهف قوري قلعة المائي التاريخي: هو أكبر كهف مائي إيراني في الشرق الأوسط والثاني على مستوى العالم حيث يبلغ طوله 12 كيلو متر وعمقه 3140 متر، والذي يعود تاريخه ل65 مليون سنة. وقد أُدرِجَ في قائمة آثار إيران الطبيعية الوطنية السبعة. يقع هذا الكهف 86 كيلومترً عن مدينة كرمانشاه غرب إيران، ويُعَد من أكبر الكهوف المائية الآسيوية وأطول غار مائي في إيران.[بحاجة لمصدر]
- كهف سهولان المائي: هو ثاني أكبر كهف مائي في إيران. ويقع هذا الكهف في سلسلة جبال شاهقة وتحاذيه أودية عميقة كثيفة الخضرة والأشجار وله مدخلان واقعان بين صخور عظيمة وأشجار كبيرة. وتبلغ مساحة الكهف هكتارين أما ارتفاع سقفه عن سطح البحيرة الواقعة فيه فيبلغ 50 متر وعمق مياهه في بعض النقاط يبلغ 30 متر ودرجات الحرارة في داخله تختلف عن خارجه بمقدار 10 إلى 15 درجة. وقد تم تدوين هذا الكهف في قائمة الآثار الوطنية الإيرانية. يقع الكهف في محافظة (آذربايجان غربي) شمال غرب إيران، ويتميز بإمكانية التجديف بالقارب في داخل بحيرته ذات المياه الشفافة.[بحاجة لمصدر]
- كهف كتله خور: هو أحد الكهوف التاريخية متعدد الطبقات في إيران، فهو ذو مساحة جافة ومسطحات مائية. ويُعتبَر أول كهف جبسي في العالم حيث يتكون من ثلاث طبقات رسوبية وهي الطبقة الثقافية والترفيهية والرياضية والعديد من الممرات الفرعية. ويعود تاريخ هذا الكهف إلى العهد الجيولوجي الثالث أي أكثر من 30 مليون سنة.[3]
- كهف شابور أو نيشابور: (بالفارسية: غار  شاپور) هو كهف تاريخي كبير وقديم في مدينة شيراز جنوب إيران. يعود إلى العصر الساساني وفيه منحوتات حجرية لمجسمات مختلفة ورموز وأرقام وكتابات  حيث تبلغ فتحة الكهف 30 متراً، وارتفاعها 15 متر. يقع كهف شابور في مدينة كازرون في شيراز جنوب إيران على مسافة 4 كيلو مترات من مدينة شابور. ويبعد عن محافظة فارس 30 كيلو متراً، كما وتبعد مدينة كازرون عن مدينة شيراز 140 كيلو متر غرباً. (وتُعتبَر مدينة شيراز مركز محافظة فارس).[بحاجة لمصدر]
- كهف علي صدر: من الكهوف الرطبة في إيران وأحد الكهوف المائية المعروفة وهو أكبر كهف مائي في العالم، يقع في محافظة همدان غرب إيران، بالقرب من قرية علي صدر، يمتاز بتشعُّباته المائية ويحوي بحيرة كبيرة في جوفه، وعَبرَ القارب فقط بالإمكان الوصول إلى نقاطها العميقة. ويصنف في المرتبة الـ 23 في تصنيف المعالم الطبيعية الوطنية في قائمة منظمة التراث الثقافي.[4][5][6][7][8]
- كهف الخفافيش: يقع في مدينة دهلران بمحافظة إيلام غرب إيران، طوله 225 متراً وعرضه 30 متراً وارتفاعه 50 متراً، وعُرِفَ بكهف الخفافيش، لإيوائه ملاييّن الخفافيش، ويحوي الكهف دهاليز واسعة تبلغ بعض أجزائها 400 متر، وهو كهف قديم من العصر الحجري إلا أنه تحوّل إلى مأوى للخفافيش. ويجتذب الكهف الكثير من السياح في الصيف كونه ظاهرة طبيعية نادرة.
- كهف رود افشان: يقع في سفوح بأطراف قرية (رود أفشان) في محافظة طهران، وبالإمكان المشي بمسافة 800 متر في داخله، وتشير الآثار إلى أنه قد سُكِن قديماً، ويحوي دهليزاً يسمى معبد (آناهيتا).
- كهف يخ مراد: يقع في محافظة ألبُرز 65 كيلومتراً غرب العاصمة طهران، وعلى ارتفاع 2500 متر من سطح البحر، وتتدنى درجة الحرارة فيه إلى دون الصفر ما يميزه عن باقي كهوف إيران التي بسبب بخار المياه في داخلها وافتقارها لتيار الهواء، تعلو درجة الحرارة فيها بـ 10 درجات عن الطقس في خارجها.
- كهف كرفتو: يقع بمحافظة كردستان في غرب إيران، ويُعتبَر من الأماكن السياحية في البلاد، أوجده الإيرانيون القدماء دون وسائل حديثة، ويتميز ببنائه المعماري الفريد.
- كهف جما الجليدي: يقع كهف جما بمحافظة جهار محال وبختياري غرب إيران، يُعَد مستودعاً للجليد يصل ارتفاع الثلج فيه أحيانا إلى 50 متراً، تنبع في داخله عين جارية بماء بارد تصب في النهاية بسد كوهرنك، ويتم تنظيم مسابقات التزلج في داخله بموسم الصيف.

## قائمة كهوف جمهورية إيران
تحتوي هذه القائمة على أسماء كهوف في جمهورية إيران.
- قلعة بزي
- كهف جال نخجير
- كهف رودافشان الأثري
- كهف شابور
- كهف علي‌ صدر
- كهف قوري قلعة
- كهف كتلة خور
- كهف كرفتو

## معرض الصور

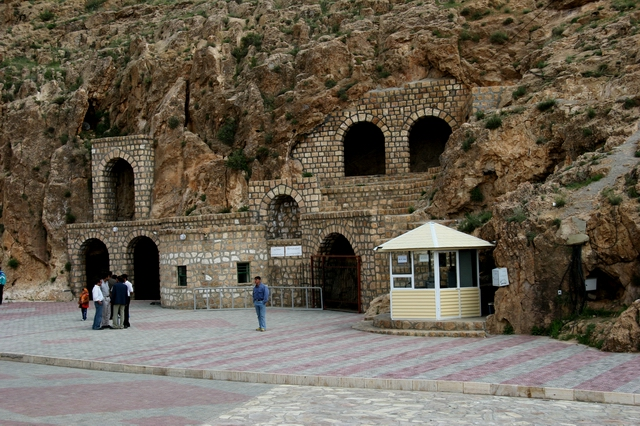
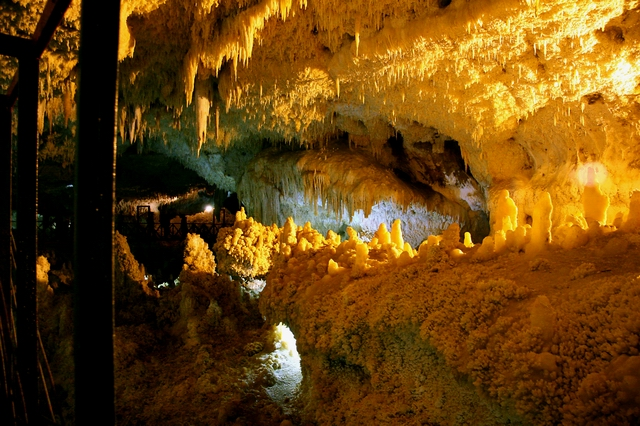
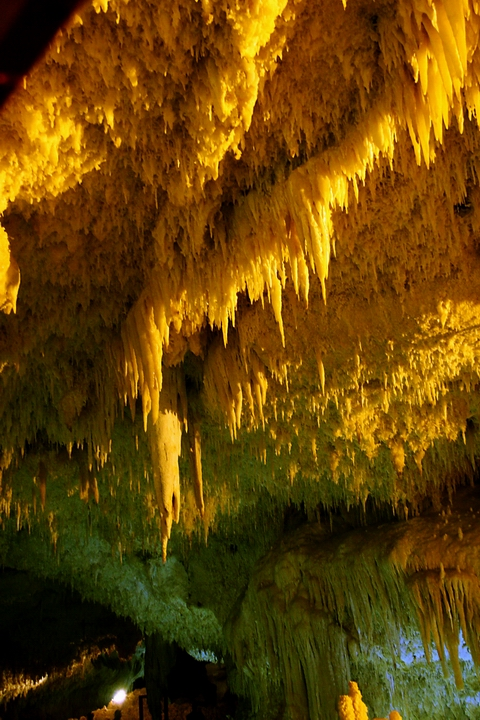
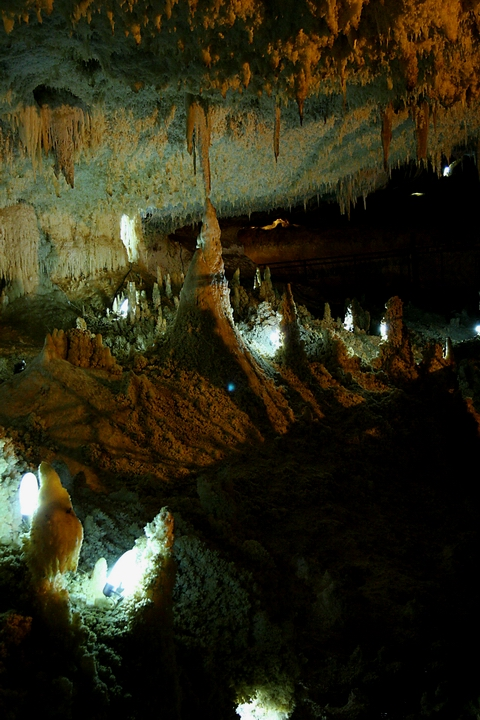
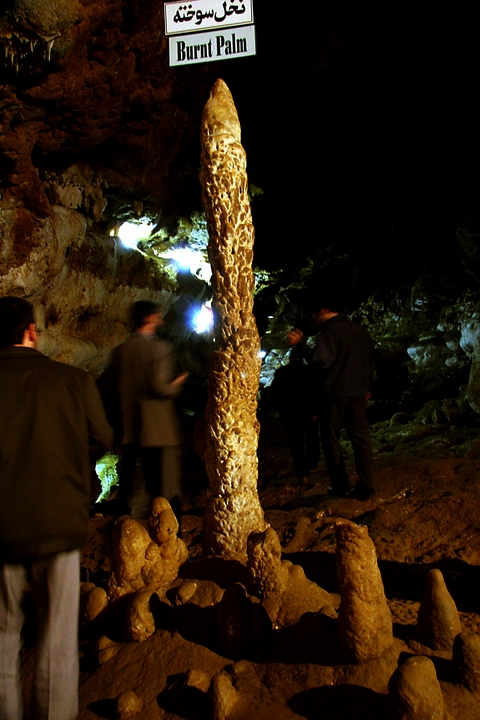
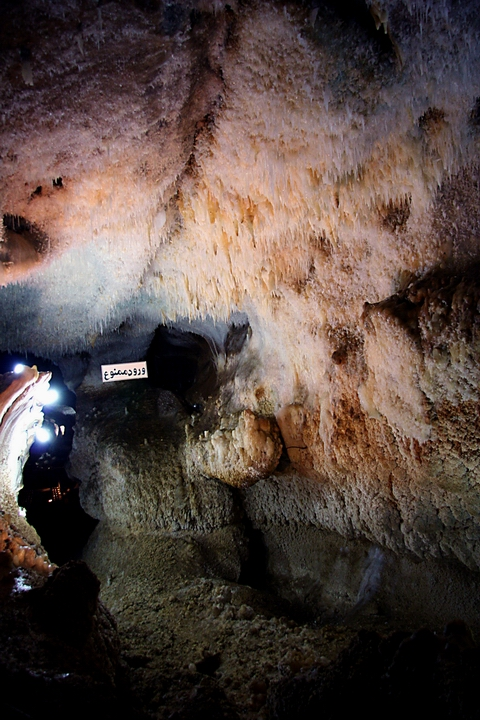
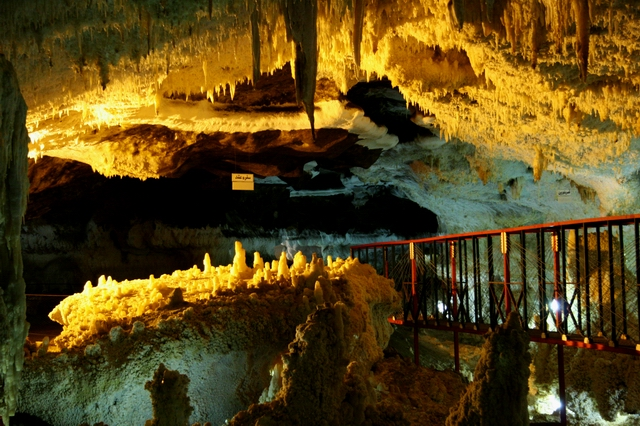
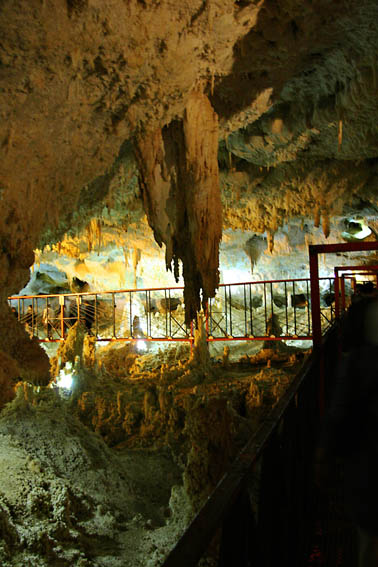
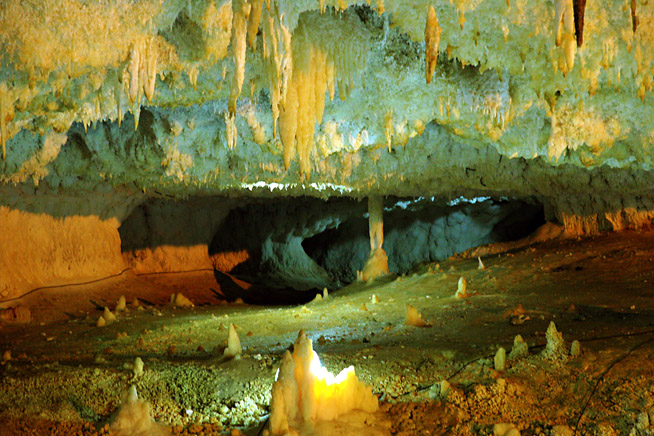
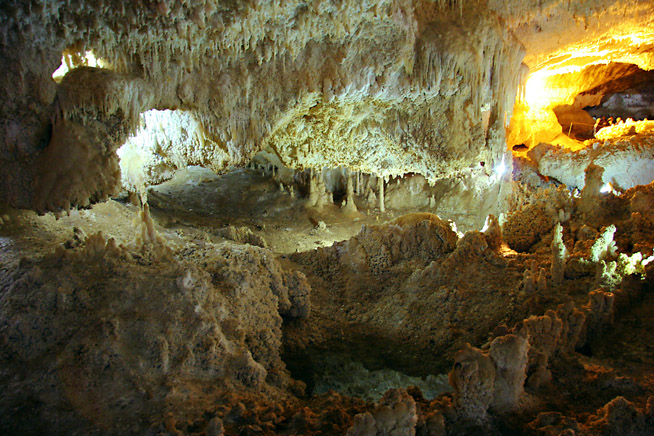
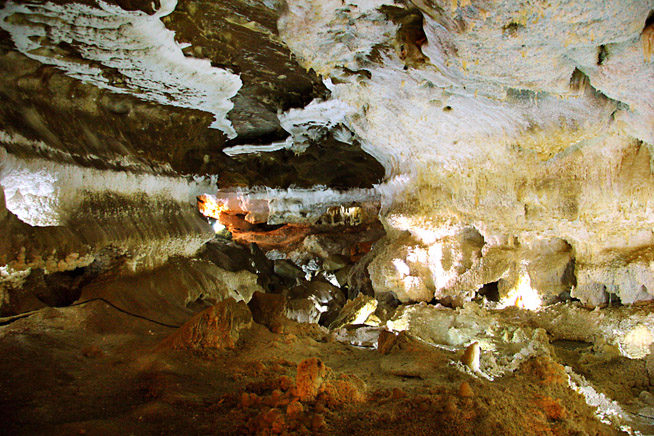
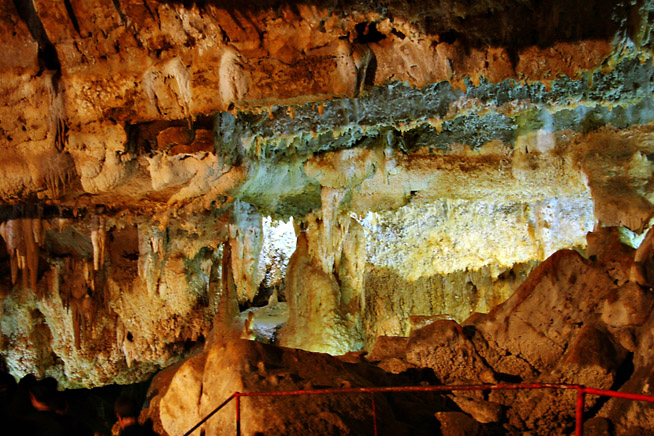
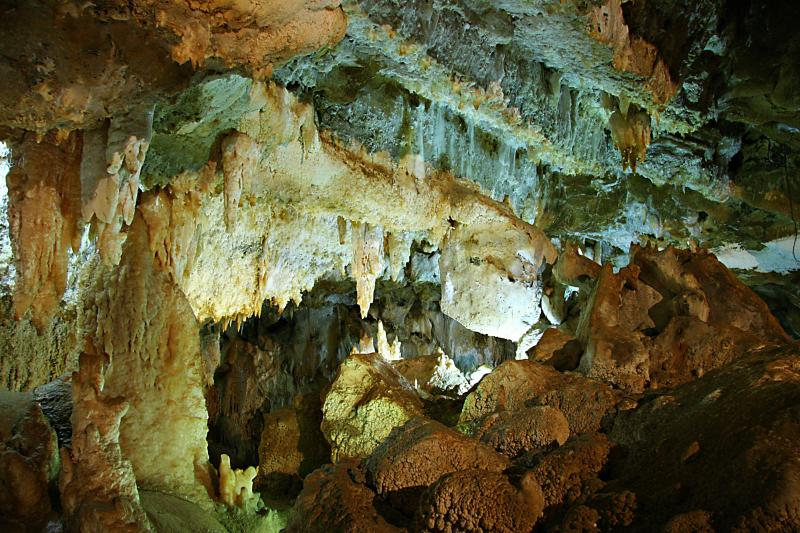
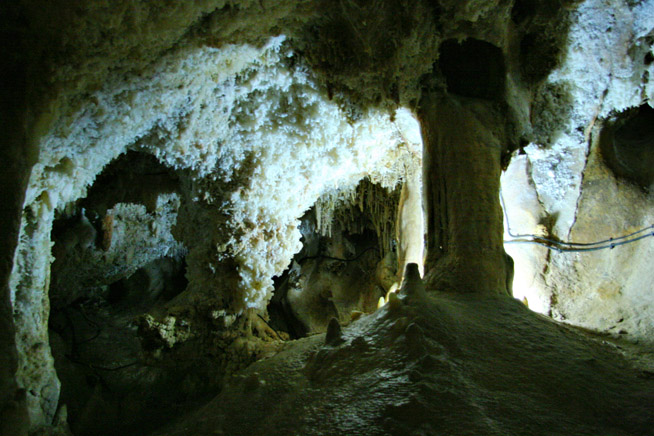
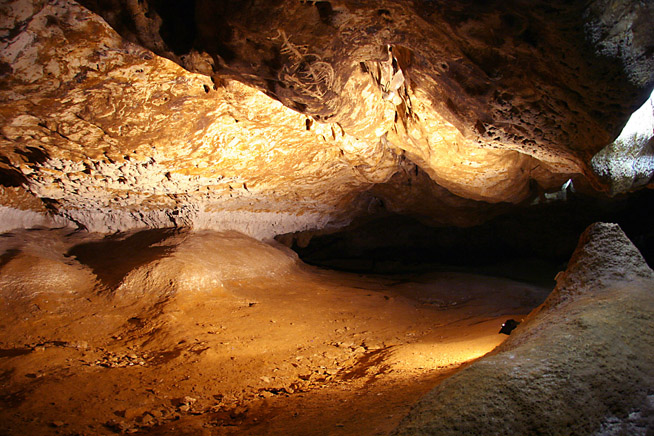
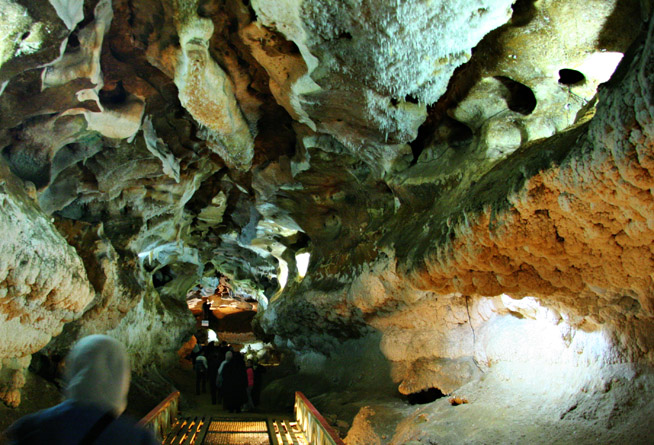
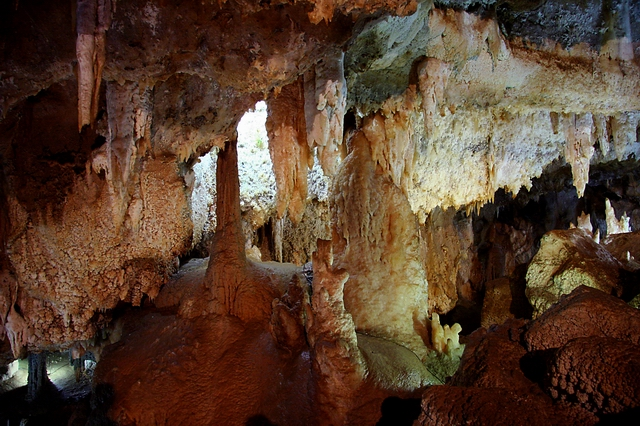
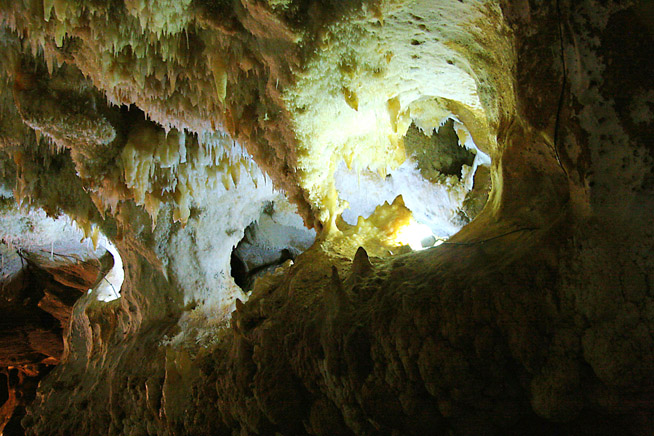

## طالع أيضًَا
- قائمة أطول كهوف العالم
- كهف سهولان المائي
- كهف شابور